# Vriendin (tijdschrift)
Vriendin is een Nederlands blad dat sinds 1997 wekelijks verschijnt. Na Libelle en Margriet is het twee-na-grootste vrouwenweekblad met een betaalde gerichte oplage van 51.252 (2022). Vriendin wordt uitgegeven door Audax Publishing.

## Doelgroep
Vriendin richt zich vooral op vrouwen in de leeftijd van 25 tot 49 jaar. De doelgroep bestaat uit vrouwen met een laag tot modaal inkomen waarvan ze zichzelf en hun gezin moeten onderhouden. De Vriendin-vrouw is middelbaar opgeleid en als ze betaald werk doet, is dat vaak een deeltijdbaan. De nadruk ligt op de onderwerpen die deze groep aanspreken, kinderen, familie, huishouden en werk.

## Inhoud
Het blad heeft een aantal vaste onderwerpen die steeds terugkomen:
- Human Interest: emotionele verhalen van lezeressen over het dagelijks leven en de uitdagingen die daarbij horen.
- Ingezonden brieven, reacties, het dilemma: op het forum wordt elke week een vraag gesteld. De reacties komen terug in het tijdschrift.
- Wonen en gadgets, kinderen, uit, beauty en koken. Leuke tips en productinformatie.
- Mode: tips over outfits, wat in de mode is en hoe je goed voor de dag kunt komen, aangevuld met adressen en websites van merken.
- Kortingsaanbiedingen voor weekendjes weg, sieraden, tassen of luxe producten. De aanbiedingen van Vriendin zijn na te lezen op de site.
- Lust: een lezeres vertelt over iets dat ze heeft meegemaakt qua seks en/of erotiek.
- Puzzel: een woordzoeker, doorloper of Sudoku met prijzen voor de winnaars.
- Horoscoop: weekhoroscoop.
- Haal het mooiste uit jezelf: een team van stylisten en visagisten tovert elke week een lezeres om met een nieuw kapsel en make-up advies.

## Oplagecijfers
Totaal betaalde gerichte oplage volgens HOI, Instituut voor Media Auditing.
- 2009: 130.459
- 2010: 124.426 (−4,6%)
- 2011: 111.593 (−10,3%)
- 2012: 108.378 (−2,9%)
- 2013: 103.152 (−4,8%)
- 2014: 102.663 (−0,5%)
- 2015: 102.244 (−0,4%)
- 2016: 97.839 (−4,5%)
- 2017: 90.389 (-7,6%)
- 2018: 85.346 (-4,6%)
- 2019: 75.306 (-11,8%)
- 2020: 64.550 (-14,3%)
- 2021: 56.826 (-12,0%)
- 2022: 51.252 (-9,8%)

## Columnisten
- Robert ten Brink schrijft over zijn gezin waarin met vijf dochters altijd wel iets opvallends gebeurt. Inmiddels  heeft hij zijn eerste kleinkinderen gekregen en is hij dus behalve vader ook grootvader.
- Larissa Verhoeff schrijft over afvallen en haar persoonlijke dillema's daarover. Ook schreef zij - tot zijn herstel - over de ziekte van haar man.
- Roelien (pseudoniem) schreef over het leven met haar kinderen na haar echtscheiding en later schreef ze over haar ziekte, haar laatste column kwam 2 weken voor haar overlijden in oktober 2015 uit.